# Плач Ярославны (картина Перова)
«Плач Ярославны» — картина русского художника Василия Перова, написанная в 1881 году и иллюстрирующая один из эпизодов «Слова о полку Игореве». Находится в частной коллекции.

## Изображение
Художник изобразил Ярославну, жену князя Игоря Святославича, на стене Путивля, когда она горюет о своём муже, потерпевшем поражение от половцев и оказавшемся в плену. Ярославна упрекает все силы природы за то, что они не помогли её любимому, и готова превратиться в птицу и полететь к нему. Её эмоции — горе, тоска и надежда; общую тревожность атмосферы подчёркивает сочетание чётко прорисованного частокола и размытого леса вдали.

## Создание и судьба картины
Перов создавал «Плач Ярославны», уже умирая от чахотки. Картина была куплена Александром Штиглицем и с тех пор находится в частной коллекции.